# Callosciurus finlaysonii
Callosciurus finlaysonii — вид гризунів родини Sciuridae. Зустрічається в Камбоджі, Лаосі, М'янмі, Таїланді та В'єтнамі. Вид зустрічається в широкому діапазоні лісистих середовищ, включаючи сади та парки в таких містах, як Бангкок. Названо на честь шотландського натураліста і мандрівника Джорджа Фінлейсона. Він має численні підвиди, які сильно відрізняються за зовнішнім виглядом. Один з них, C. f. bocourti (син. C. f. floweri), був завезений до Сінгапуру та двох регіонів Італії, ймовірно, в результаті популярності виду в торгівлі домашніми тваринами. Можливо, деякі білки Callosciurus, завезені в Японію, також є Callosciurus finlaysonii. Callosciurus finlaysonii також завезли на Філіппіни, зокрема в район Великої Маніли, де вона вважається інвазивним видом.

## Зовнішній вигляд
Довжина голови й тулуба становить близько 19–22 см, а хвіст — 17–24 см, а вага — близько 280 грамів. Забарвлення тварин дуже варіабельне і може сильно відрізнятися як всередині, так і між підвидами. Спектр варіюється від абсолютно білих до рудих і повністю чорних тварин, а також різноманітні комбінації цих та інших кольорів у хутрі на спині та череві.